# كلاوديو ماركيز
كلاوديو ماركيز هو لاعب كرة قدم ومدرب كرة قدم برازيلي في مركز الوسط، ولد في 18 فبراير 1950 في سانتوس، ساو باولو في البرازيل. لعب مع نادي سان لويس ونادي كوريتيبا ونادي كورينثيانز.